# 3. ŽNL Osječko-baranjska NS Donji Miholjac 2014./15.
Prvenstvo se igralo dvokružno. Ligu je osvojio NK Podravac Podravska Moslavina i time se kvalificirao u 2. ŽNL Osječko-baranjsku NS Valpovo – Donji Miholjac.

## Tablica
| Mj. | Klub                            | Sus. | Pobj. | Nerj. | Por. | GR.   | Bod. |
| --- | ------------------------------- | ---- | ----- | ----- | ---- | ----- | ---- |
| 1.  | NK Podravac Podravska Moslavina | 17   | 11    | 4     | 2    | 45:12 | 37   |
| 2.  | NK Mladost Golinci              | 17   | 10    | 5     | 2    | 53:17 | 35   |
| 3.  | NK Ivanovo                      | 17   | 8     | 6     | 3    | 41:25 | 30   |
| 4.  | NK Viktorija Lacići             | 17   | 9     | 3     | 5    | 40:24 | 30   |
| 5.  | NK Beničanci                    | 17   | 6     | 7     | 4    | 37:25 | 25   |
| 6.  | NK Kapelna                      | 17   | 5     | 5     | 7    | 25:32 | 20   |
| 7.  | NK Bočkinci                     | 17   | 5     | 4     | 8    | 26:45 | 19   |
| 8.  | NK Sveti Đurađ                  | 17   | 3     | 3     | 11   | 18:41 | 12   |
| 9.  | NK Hajduk Krčenik               | 9 ↓1 | 3     | 0     | 6    | 9:17  | 9    |
| 10. | NK Slavonija Podgajci Podravski | 17   | 2     | 1     | 14   | 11:67 | 7    |

## Rezultati
| NK Ivanovo - NK Kapelna 7:2 NK Hajduk Krčenik - NK Viktorija Lacići 0:3 NK Sveti Đurađ - NK Slavonija Podgajci Podravski 6:0 NK Beničanci - NK Mladost Golinci 3:0 NK Podravac Podravska Moslavina - NK Bočkinci 8:0 | NK Podravac Podravska Moslavina - NK Beničanci 2:0 NK Mladost Golinci - NK Sveti Đurađ 4:1 NK Slavonija Podgajci Podravski - NK Hajduk Krčenik 0:1 NK Viktorija Lacići - NK Ivanovo 1:2 NK Bočkinci - NK Kapelna 1:3 | NK Sveti Đurađ - NK Podravac Podravska Moslavina 0:2 NK Hajduk Krčenik - NK Mladost Golinci 0:3 NK Ivanovo - NK Slavonija Podgajci Podravski 5:1 NK Kapelna - NK Viktorija Lacići 0:4 NK Beničanci - NK Bočkinci 2:2 |
| NK Podravac Podravska Moslavina - NK Hajduk Krčenik 4:0 NK Beničanci - NK Sveti Đurađ 0:0 NK Mladost Golinci - NK Ivanovo 1:1 NK Slavonija Podgajci Podravski - NK Kapelna 1:4 NK Bočkinci - NK Viktorija Lacići 1:1 | NK Ivanovo - NK Podravac Podravska Moslavina 2:2 NK Hajduk Krčenik - NK Beničanci 2:1 NK Kapelna - NK Mladost Golinci 0:0 NK Viktorija Lacići - NK Slavonija Podgajci Podravski 3:0 NK Sveti Đurađ - NK Bočkinci 0:2 | NK Podravac Podravska Moslavina - NK Kapelna 3:2 NK Beničanci - NK Ivanovo 4:1 NK Sveti Đurađ - NK Hajduk Krčenik 2:1 NK Mladost Golinci - NK Viktorija Lacići 7:1 NK Bočkinci - NK Slavonija Podgajci Podravski 6:0 |
| NK Viktorija Lacići - NK Podravac Podravska Moslavina 2:0 NK Kapelna - NK Beničanci 0:0 NK Ivanovo - NK Sveti Đurađ 4:2 NK Slavonija Podgajci Podravski - NK Mladost Golinci 0:7 NK Hajduk Krčenik - NK Bočkinci 4:0 | NK Podravac Podravska Moslavina - NK Slavonija Podgajci Podravski 8:0 NK Beničanci - NK Viktorija Lacići 1:3 NK Sveti Đurađ - NK Kapelna 0:0 NK Hajduk Krčenik - NK Ivanovo 0:2 NK Bočkinci - NK Mladost Golinci 2:1 | NK Mladost Golinci - NK Podravac Podravska Moslavina 2:2 NK Slavonija Podgajci Podravski - NK Beničanci 1:9 NK Viktorija Lacići - NK Sveti Đurađ 1:2 NK Kapelna - NK Hajduk Krčenik 2:1 NK Ivanovo - NK Bočkinci 4:0 |
| NK Kapelna - NK Ivanovo 1:1 NK Viktorija Lacići - NK Hajduk Krčenik : NK Slavonija Podgajci Podravski - NK Sveti Đurađ 1:1 NK Mladost Golinci - NK Beničanci 2:2 NK Bočkinci - NK Podravac Podravska Moslavina 0:1   | NK Beničanci - NK Podravac Podravska Moslavina 0:3 NK Sveti Đurađ - NK Mladost Golinci 1:4 NK Hajduk Krčenik - NK Slavonija Podgajci Podravski : NK Ivanovo - NK Viktorija Lacići 0:0 NK Kapelna - NK Bočkinci 0:2   | NK Podravac Podravska Moslavina - NK Sveti Đurađ 3:0 NK Mladost Golinci - NK Hajduk Krčenik : NK Slavonija Podgajci Podravski - NK Ivanovo 1:4 NK Viktorija Lacići - NK Kapelna 3:0 NK Bočkinci - NK Beničanci 4:4   |
| NK Hajduk Krčenik - NK Podravac Podravska Moslavina : NK Sveti Đurađ - NK Beničanci 1:2 NK Ivanovo - NK Mladost Golinci 1:3 NK Kapelna - NK Slavonija Podgajci Podravski 2:0 NK Viktorija Lacići - NK Bočkinci 8:1   | NK Podravac Podravska Moslavina - NK Ivanovo 3:1 NK Beničanci - NK Hajduk Krčenik : NK Mladost Golinci - NK Kapelna 5:0 NK Slavonija Podgajci Podravski - NK Viktorija Lacići 1:5 NK Bočkinci - NK Sveti Đurađ 3:0   | NK Kapelna - NK Podravac Podravska Moslavina 1:1 NK Ivanovo - NK Beničanci 2:2 NK Hajduk Krčenik - NK Sveti Đurađ : NK Viktorija Lacići - NK Mladost Golinci 0:5 NK Slavonija Podgajci Podravski - NK Bočkinci 3:0   |
| NK Podravac Podravska Moslavina - NK Viktorija Lacići 2:0 NK Beničanci - NK Kapelna 3:1 NK Sveti Đurađ - NK Ivanovo 1:3 NK Mladost Golinci - NK Slavonija Podgajci Podravski 3:1 NK Bočkinci - NK Hajduk Krčenik :   | NK Slavonija Podgajci Podravski - NK Podravac Podravska Moslavina 1:0 NK Viktorija Lacići - NK Beničanci 1:1 NK Kapelna - NK Sveti Đurađ 7:0 NK Ivanovo - NK Hajduk Krčenik : NK Mladost Golinci - NK Bočkinci 5:1   | NK Podravac Podravska Moslavina - NK Mladost Golinci 1:1 NK Beničanci - NK Slavonija Podgajci Podravski 3:0 NK Sveti Đurađ - NK Viktorija Lacići 1:4 NK Hajduk Krčenik - NK Kapelna : NK Bočkinci - NK Ivanovo 1:1   |